# جیم جارموش
جیمز رابرت جارموش (انگلیسی: James Robert Jarmusch؛ زادهٔ ۲۲ ژانویهٔ ۱۹۵۳)، کارگردان و فیلم‌نامه‌نویس آمریکایی است. او از دههٔ ۱۹۸۰ یکی از پیشگامان سینمای مستقل است. فیلم عجیب‌تر از بهشت (۱۹۸۴) ساختهٔ او، در سال ۲۰۰۲ به فهرست ملی ثبت فیلم راه یافت.

## زندگی
جیمز رابرت «جیم» جارموش (James Roberto "Jim" Jarmusch) در ۲۲ ژانویه ۱۹۵۳در آکرون، اوهایو آمریکا به دنیا آمد. مادر او قبل از ازدواج در یک روزنامهٔ محلی به نام «آکرون بیکن ژورنال» به عنوان شرح‌نویس فیلم و تئاتر کار می‌کرد و به گفتهٔ خود جیم، برای اینکه شنبه بعدازظهرها از شر او خلاص شود، او را به سالن سینمایی به نام «استیت رود» که روزی دو یا سه تا فیلم نشان می‌داد، می‌فرستاد. پدرش حقوق خوانده بود اما بیشتر از اینکه کارهای حقوقی انجام دهد به کارهای تجاری کوچک مشغول بود.
جیم اولین فرزند خانوادهٔ جارموش، خواهر و برداری کوچک‌تر از خود داشت. آرزوی پدرش همواره این بود که او نیز در رشتهٔ حقوق تحصیل کند. این مسئله با افکار جیم جارموش در تناقض بود؛ او سرانجام توانست با ساخت چند فیلم رضایت پدر را به دست آورد.
جیم جارموش به عنوان سمبل سینمای مستقل معاصر آمریکا به‌شمار می‌رود. ویژگی‌هایی چون روایت پردازی مینیمالیستی (ساده گرایی)، تأکید بر ریتم و ساختار، فضای سورئال، ساختار روایی شاعرانه، طنز تلخ، و نگاه انسانی به زندگی و تم‌هایی نظیر تنهایی، عدم درک متقابل، مرگ، سفر و رهایی، کم و بیش در همهٔ فیلم‌های جارموش حضور دارند. جارموش علاوه بر کارگردانی در فیلم‌های زیادی هم به عنوان بازیگر ایفای نقش کرده‌است که به گفتهٔ خودش هدف او از بازیگری فقط درک حس و حال بازیگران در سمت دیگر دوربین بوده‌است.
او برای فیلم‌های «عجیب تر از بهشت»، قسمت سوم از مجموعه ۱۱ اپیزودی «قهوه و سیگار» با نام «جایی در کالیفرنیا» و «گلهای پژمرده» جوایزی از جشنواره کن دریافت کرده‌است.

## تحصیلات
شهری که جارموش در آن زندگی می‌کرد یک شهر کارگری بود و او برای پرداخت هزینه‌های تحصیلی خود مجبور بود در کارخانه‌های مختلف از جمله لاستیک‌سازی کارکند.
جیم جارموش در سال ۱۹۷۱ از دبیرستان فارغ‌التحصیل شد، به شیکاگو نقل مکان کرد و در مدرسهٔ روزنامه‌نگاری دانشگاه «نورث وسترن» مشغول تحصیل شد اما علاقهٔ او به ادبیات و تاریخ باعث شد با هدف شاعر شدن به دانشگاه «کلمبیا» انتقال یابد.
در دانشگاه کلمبیا، ادبیات انگلیسی و آمریکایی را تحت نظر استادان مدرسه نیویورک خواند و شروع به نوشتن قطعه‌های نیمه روایتی کوتاه کرد. همچنین مجله «کلمبیا ریویو» مجله ادبی دوره کارشناسی را ویرایش می‌کرد. ترم آخر دانشگاه، برای تحصیل در رشتهٔ ادبیات فرانسه به شعبه دانشگاه کلمبیا در پاریس رفت اما این موضوع به جای یک ترم، نزدیک به یک سال طول کشید.
جارموش که برای پایان تحصیلات خود به پاریس آمده بود، به عنوان یک راننده کامیون هم برای یک گالری نقاشی آمریکایی کار می‌کرد. بیشتر کار او در پاریس به جای رفتن به کلاس و درس خواندن، دیدن فیلم در سینما تک فرانسه بود و در همان‌جا بود که با انواع فیلم‌های اروپایی و آسیایی آشنا شد. این باعث شد که نوشته‌های ادبی او بیشتر به سمت نوشته‌های سینمایی سوق پیدا کنند؛ نوشته‌هایی مشابه یک فیلمنامه.

## نخستین تجربهٔ فیلمسازی
جارموش در سال ۱۹۷۵ از دانشگاه کلمبیا فارغ‌التحصیل شد. او در سال ۱۹۷۶، از پاریس به نیویورک بازگشت و مدتی به عنوان موزیسین فعالیت کرد اما از هم پاشیده شدن گروه و گرایش او به سینما باعث شد که در مدرسهٔ فیلمسازی دانشگاه نیویورک نام‌نویسی کند. مدرسه عالی فیلمسازی جایی بود که شرط ورود به آن، داشتن تجربه بازیگری یا ساخت فیلم بود، چیزی که جارموش آن را تجربه نکرده بود اما در کمال ناباوری به جهت نوشته‌هایی که دربارهٔ فیلم داشت در این مدرسه پذیرفته شد. او ۴ سال در آنجا درس خواند و با دانشجویان و همکاران آینده خود چون: «سارا درایور»، «هاوارد بروکنر» و «اسپایک لی» آشنا شد. در سال آخر، جارموش به عنوان دستیار کارگردان معروف فیلم نوآر، «نیکلاس ری» برگزیده شد و با او در آخرین فیلمش «آذرخش روی آب» همکاری کرد.

### «تعطیلات همیشگی» نخستین فیلم جارموش
«نیکلاس ری» در تابستان ۱۹۷۹ بعد از مدت طولانی مبارزه با سرطان درگذشت. درست چند روز پس از اینکه توسط «ری» و «آموس پو» فیلمساز زیرزمینی نیویورک مورد تشویق قرار گرفته و بورس تحصیلی که باید به دانشگاه نیویورک داده می‌شد را دریافت کرده بود. جارموش فیلم پروژهٔ تحصیلی خود را با نام «تعطیلات همیشگی» با استفاده از بورس تحصیلی ساخت. عاملی که باعث شد تا دانشگاه نیویورک هیچ‌گاه به او مدرک پایان دوره را ندهد. فیلم «تعطیلات همیشگی» نخستین فیلم جارموش توانست جایزه جشنواره فیلم «انهایم هایدلبرگ» آلمان را بدست آورد.

## زندگی شخصی
جارموش در حضور مردم به‌ندرت دربارهٔ زندگی شخصی خود صحبت می‌کند. او نوشیدن قهوه را در سال ۱۹۸۶ متوقف کرد، اگرچه همچنان به سیگار کشیدن ادامه می‌دهد. او از سال ۱۹۸۷ گیاه‌خوار بوده‌است.

## فیلم‌شناسی

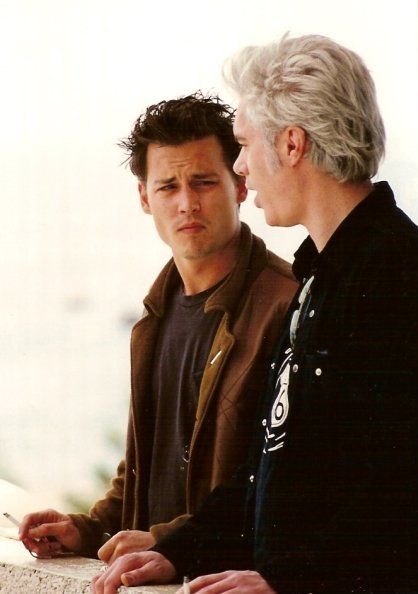
جارموش و جانی دپ در جشنواره فیلم کن ۱۹۹۵

- تعطیلات همیشگی (۱۹۸۰)
- عجیب‌تر از بهشت (۱۹۸۲)
- مغلوب قانون (۱۹۸۶)
- قطار اسرارآمیز (۱۹۸۹)
- شب روی زمین (۱۹۹۱)
- مرد مرده (۱۹۹۵)
- سال اسب (۱۹۹۷)
- گوست داگ: سلوک سامورایی (۱۹۹۹)
- قهوه و سیگار (۲۰۰۴)
- گل‌های پژمرده (۲۰۰۵)
- مرزهای کنترل (۲۰۰۹)
- فقط عاشقان زنده می‌مانند (۲۰۱۳)[۶]
- پترسن (۲۰۱۶)[۷]
- مرده‌ها نمی‌میرند (۲۰۱۹)[۸]
- پدر، مادر، خواهر، برادر